# Зілинський-Содоль Петро
Петро́ Зіли́нський-Со́доль (* 14 липня 1893, Вирва Радомисльського повіту — сучасний Радомишльський район — † 18 травня 1987, Олбані, штат Нью-Йорк, США) — український військовик, полковник УНР в екзилі.

## Життєпис
1913 року закінчив Віленську школу старшин. Офіцер царської армії, воював на фронтах Першої світової війни.
У жовтні 1917 року вступає до Армії УНР, командував сотнею в Запорозькому корпусі, згодом — 41-м піхотним полком, куренем у Корпусі УСС.
Відзначився у складі Другого Запорозького полку у квітні 1918 року в часі Кримського походу, коли його сотня штурмом здобула Чонгарський міст на озері Сиваш. В тому ж поході його брат Йосип був сотником в Першому Запорозькому полку.
Ад'ютант штабу Другого Запорозького полку; командував 31-м Роменським полком за Директорії, Першим куренем Третього полку Січових стрільців. Був повітовим комендантом Ямпільщини на Поділлі.
Учасник Першого Зимового походу; по його закінченні уникнув польського інтернування, від 1921 року мешкав в Галичині.
В липні-серпні 1941 викладав у старшинській школі ОУН у Львові.
Виїхав до Німеччини, 1949 року — до США. В екзилі активно брав участь у гетьманському русі, заснував та очолював Товариство запорожців ім. П.Болбочана.
Урядом УНР в екзилі підвищений до звання полковника.
Його син, Содоль Петро — офіцер США в часі війни у В'єтнамі, дослідник української історії.